# Trisma
Il trisma, o trismo, è una contrattura spastica dei masseteri, muscoli della mandibola, che provoca difficoltà o impossibilità ad aprire la bocca.

## Eziologia
Si manifesta per cause centrali come nel caso del tetano, provocato da una ferita o da una contaminazione di terra e nel caso di avvelenamento da stricnina, oppure per cause locali, come in alcuni fenomeni infiammatori locali, l'artrite dell'articolazione temporomandibolare, gli ascessi tonsillari, a seguito di una frattura dell'osso zigomatico e a seguito di arterite di Horton.
Si può verificare anche durante la forma perniciosa della malattia malarica. È un sintomo meno comune insieme ai tremori, alle paralisi, ai segni cerebellari ed extrapiramidali e ad altre sindromi neurologiche. 
Può inoltre originare a seguito del blocco anestetico del nervo alveolare inferiore, nel qual caso in seguito si verifichi emorragia a livello del muscolo pterigoideo mediale (o interno).
Può presentarsi anche in caso di carcinoma del cavo orale come contrazione antalgica dei muscoli pterigoidei in risposta al dolore dato dall'infriltrazione muscolare.
Compare tra gli effetti collaterali tardivi della radioterapia del distretto testa-collo.